# Bahnhof Katase-Enoshima
Der Bahnhof Katase-Enoshima (jap. 片瀬江ノ島駅, Katase-Enoshima-eki) ist ein Bahnhof auf der japanischen Insel Honshū. Er befindet sich in der Präfektur Kanagawa auf dem Gebiet der Stadt Fujisawa und wird von der Bahngesellschaft Odakyū Dentetsu betrieben.

## Verbindungen
Katase-Enoshima ist ein Kopfbahnhof am südlichen Ende der 27,6 km langen Odakyū Enoshima-Linie, die in Sagami-Ōno von der Odakyū Odawara-Linie abzweigt. Beide Linien werden von der Bahngesellschaft Odakyū Dentetsu betrieben. Es verkehren zuschlagpflichtige Romancecar-Schnellzüge nach Shinjuku im Zentrum Tokios, wobei an Werktagen drei Zugpaare und an Wochenenden sowie Feiertagen sechs Zugpaare angeboten werden. Nur an Wochenenden und Feiertagen verkehren Eilzüge der Zuggattungen Express und Rapid Express nach Shinjuku, die zusammen einen angenäherten 20-Minuten-Takt bilden. Die Nahverkehrszüge fahren alle zehn Minuten und sind überwiegend auf die Verbindung zwischen Katase-Enoshima und Sagami-Ōno beschränkt (die nördliche Endstation einzelner Züge ist Machida).
Bushaltestellen befinden sich in kurzer Entfernung bei der Katase-Straßenbrücke und beim Enoshima-Aquarium; die dort haltenden Buslinien werden von der Gesellschaft Enoden Bus betrieben. Etwa einen halben Kilometer entfernt in nordöstlicher Richtung befindet sich der Bahnhof Enoshima an der Enoshima-Dentetsu-Linie, wo auch Anschluss zur Shōnan Monorail besteht.

## Anlage
Der Bahnhof liegt am Stadtteil Katasekaigan, etwa 250 Meter nördlich der Mündung des Sakai in die Sagami-Bucht (der Mündungsabschnitt des Flusses wird manchmal auch Katase genannt). Die Halbinsel Enoshima, ein vielbesuchtes Touristenziel in der Urlaubsregion Shōnan, ist rund 600 Meter entfernt und über eine Fußgängerbrücke erreichbar. Die Bahnhofanlage ist von Nordwesten nach Südosten ausgerichtet und besitzt drei stumpf endende Gleise. Diese liegen an zwei teilweise überdachten Mittelbahnsteigen. Am mittleren Gleis wird getrennt ein- und ausgestiegen (spanische Lösung). Das an den Querbahnsteig angebaute Empfangsgebäude im traditionellen Holzbaustil ryugu-zukuri soll an den Drachenpalast Ryūgū-jō im japanischen Märchen Urashima Tarō erinnern; sein reales Vorbild ist der nahegelegene Enoshima-Schrein.
Im Fiskaljahr 2019 nutzten durchschnittlich 19.828 Fahrgäste täglich den Bahnhof.

## Bilder

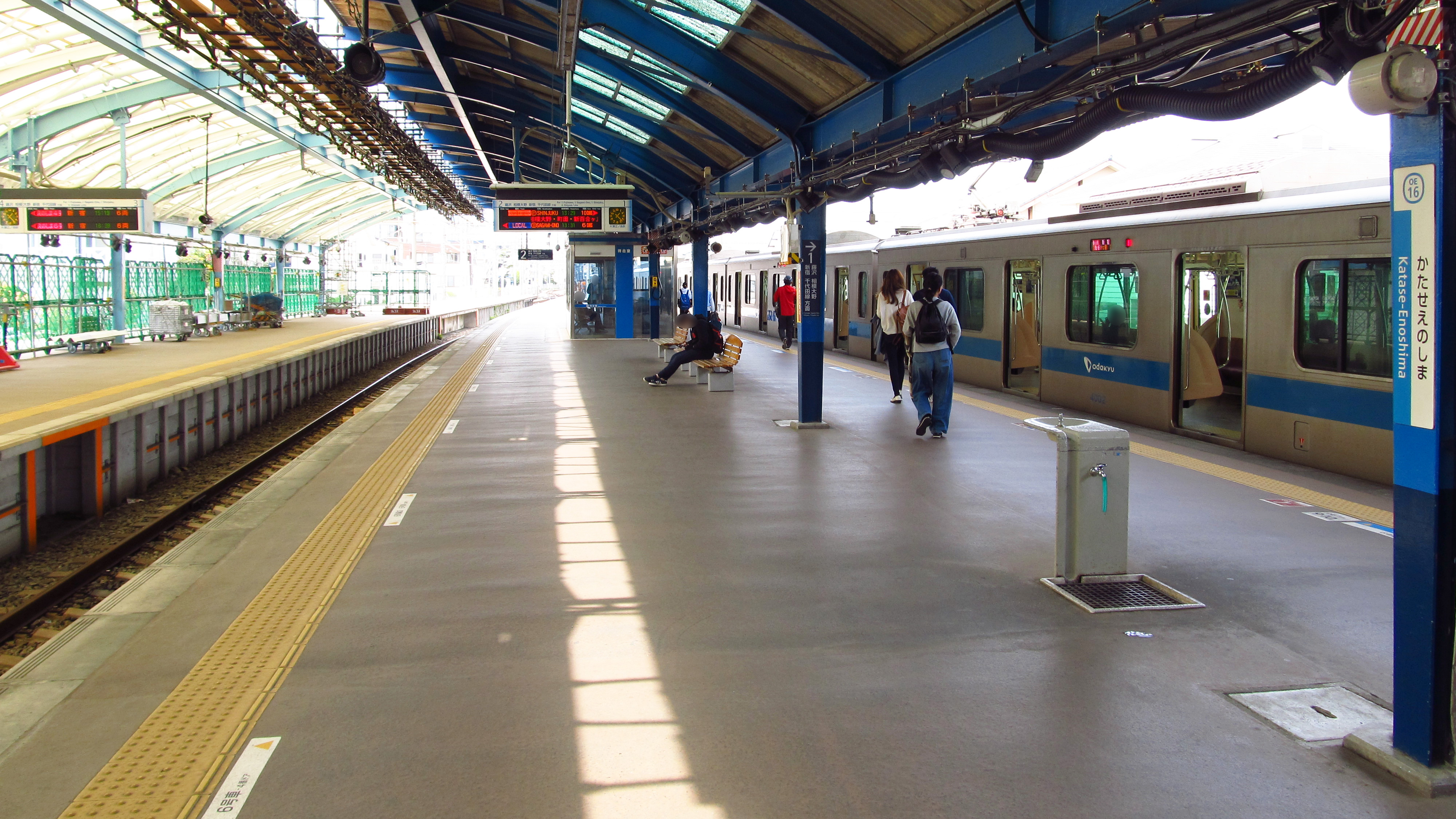
Blick auf die Bahnsteige
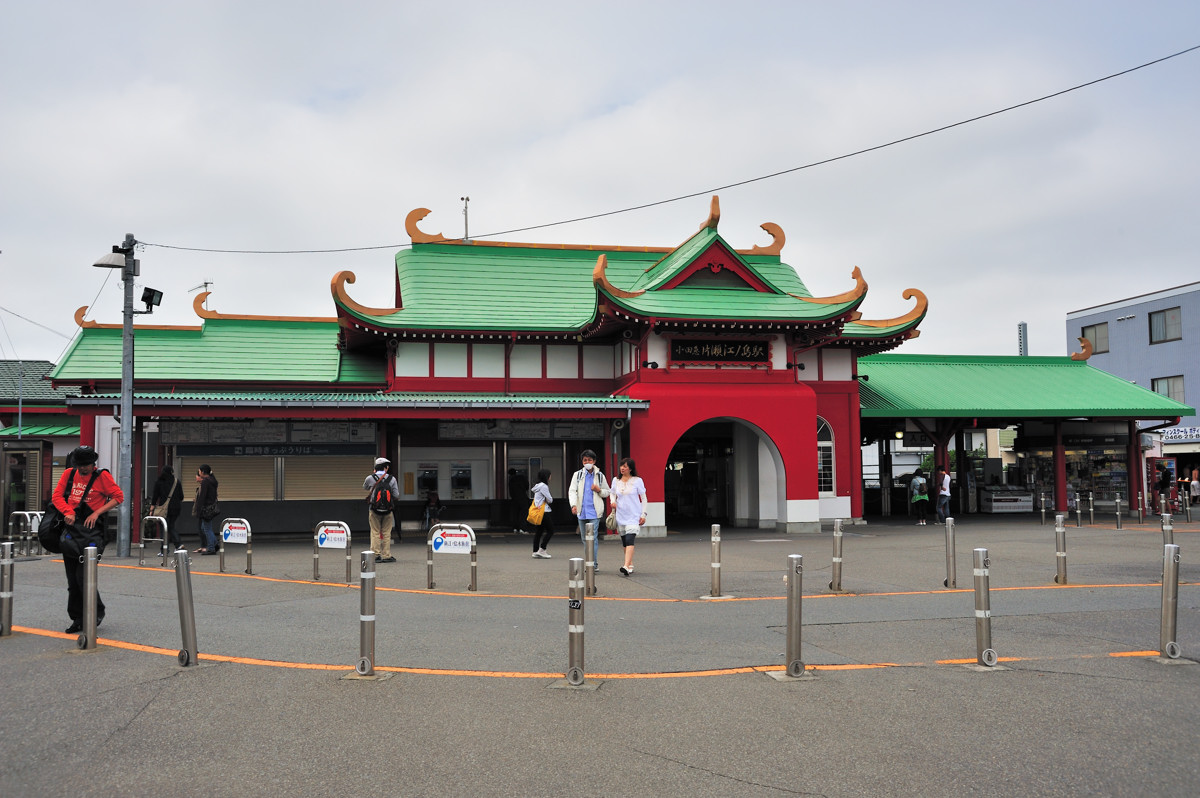
Empfangsgebäude vor dem Umbau (2009)
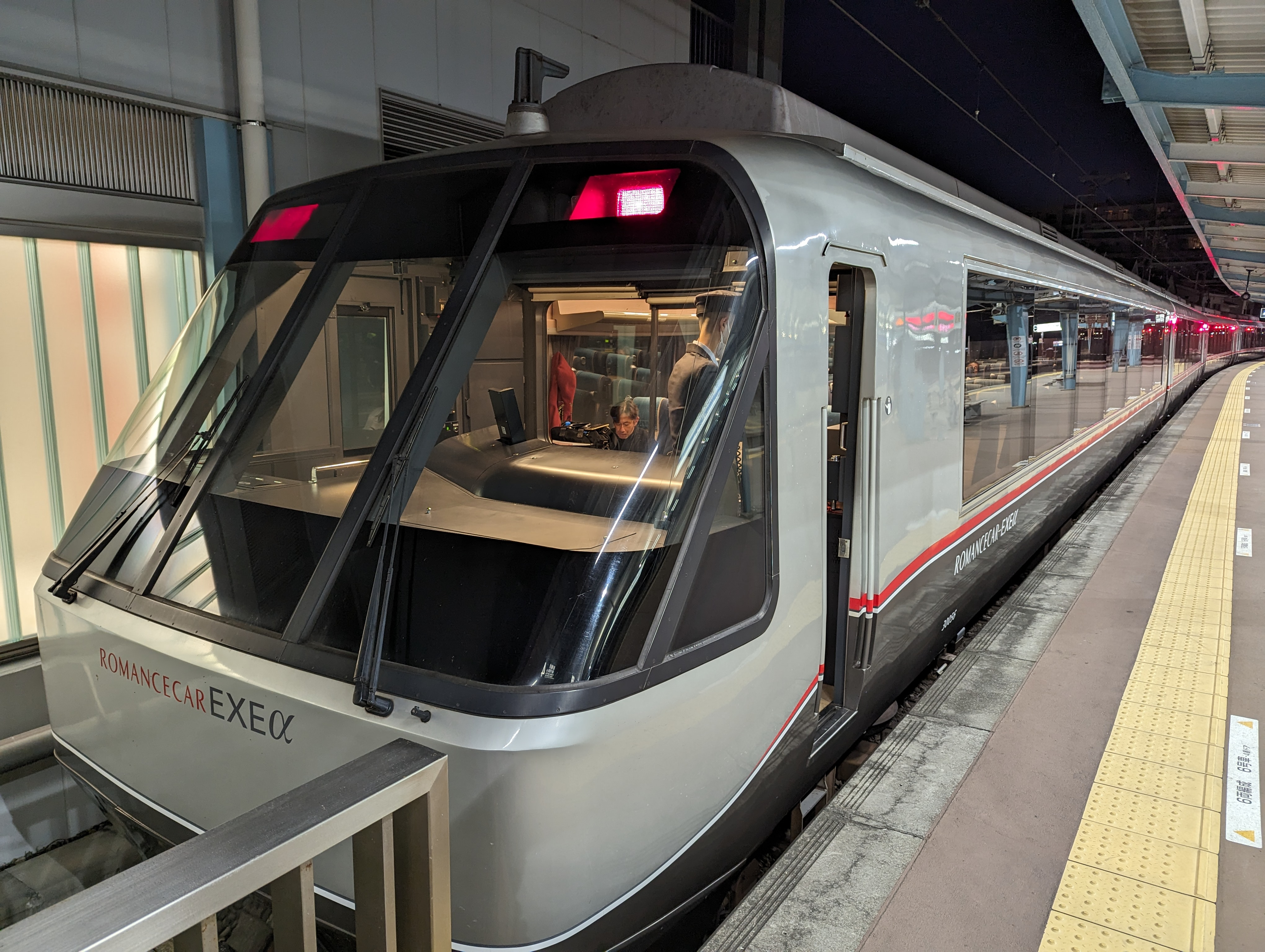
Triebzug der Baureihe 30000
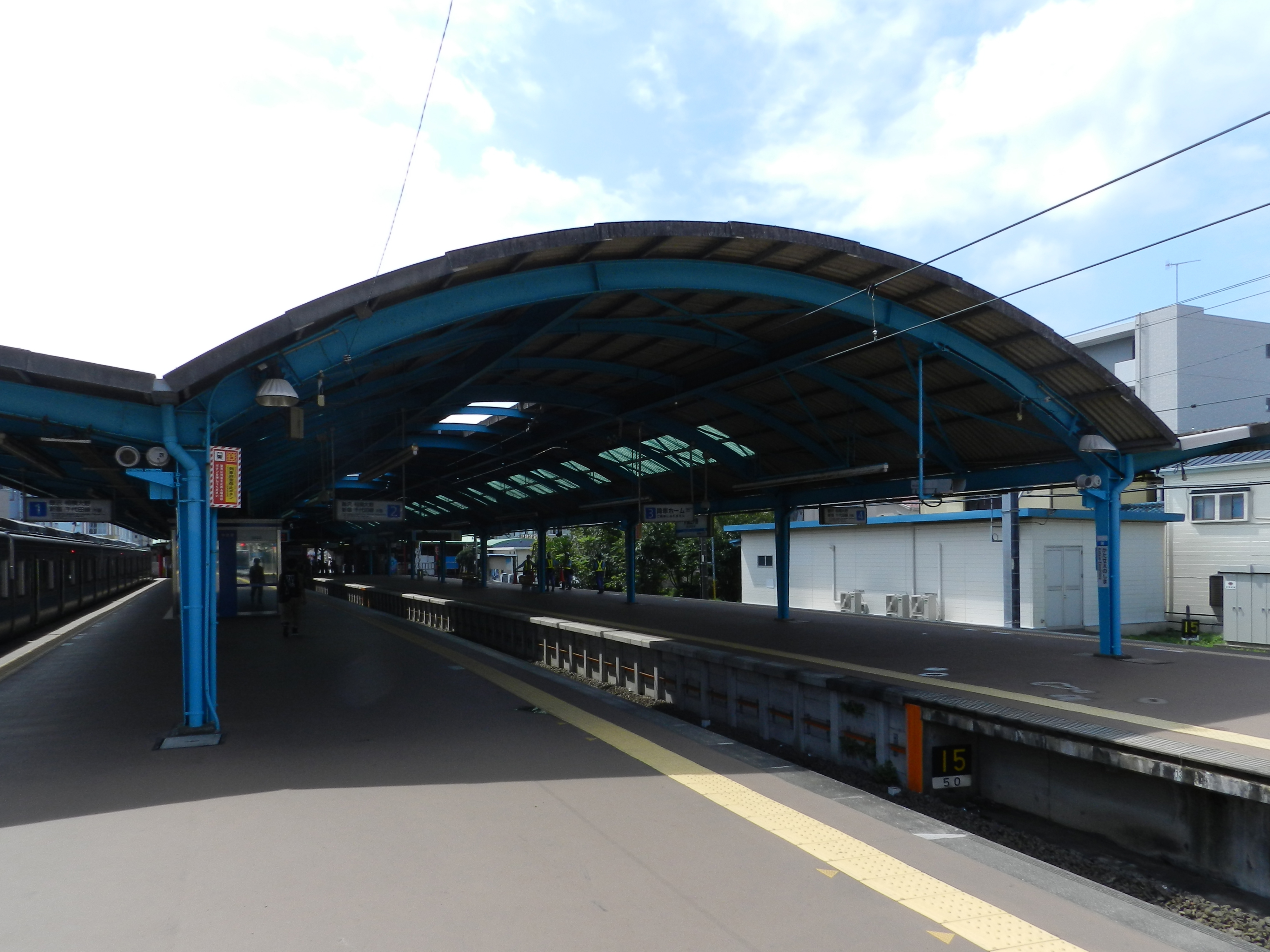
Ansicht von außen
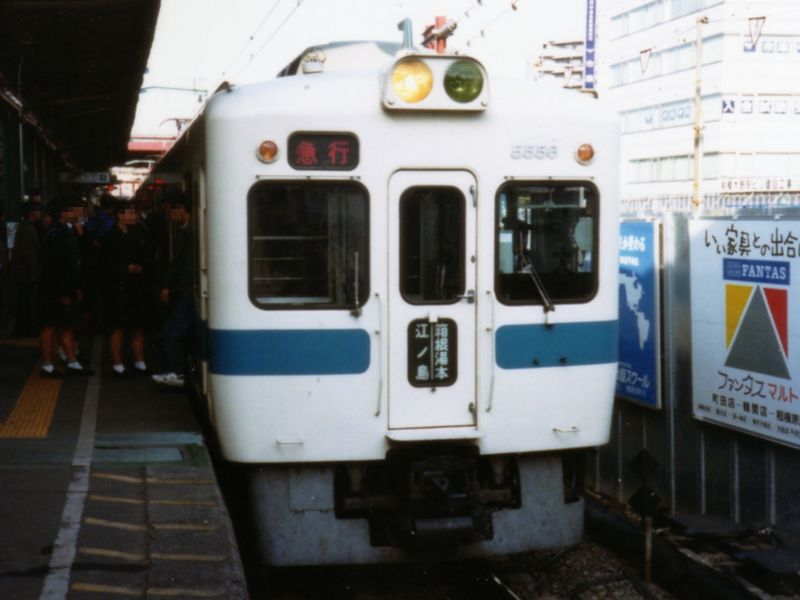
Zug des Typs 5000 mit der Zielangabe „Hakone Yumoto/Enoshima“

## Linien
| Verlauf der Odakyū Enoshima-Linie |
| --- |
| Sagami-Ōno • Higashi-Rinkan • Chūō-Rinkan • Minami-Rinkan • Tsuruma • Yamato • Sakuragaoka • Kōza-Shibuya • Chōgo • Shōnandai • Mutsuai-Nichidai-mae • Zengyō • Fujisawa-Hommachi • Fujisawa • Hon-Kugenuma • Kugenuma-Kaigan • Katase-Enoshima |

## Geschichte
Die Bahngesellschaft Odawara Kyūkō Tetsudō (die heutige Odakyū Dentetsu) erhielt im Oktober 1926 die Konzession für den Bau der Odakyū Enoshima-Linie. Sie sollte von der bereits im Bau befindlichen Odakyū Odawara-Linie abzweigen und über Fujisawa in die Nähe von Enoshima führen, um das touristische Potenzial dieser Halbinsel an der Sagami-Bucht besser zu nutzen. Nach einjähriger Bauzeit erfolgte am 1. April 1929 die Eröffnung der gesamten Enoshima-Linie und des Endbahnhofs Katase-Enoshima.
Nach fast sieben Jahrzehnten Nutzung war eine umfassende Modernisierung des Empfangsgebäudes notwendig. Die Odakyū Dentetsu war bestrebt, im Rahmen der Umbauarbeiten die ursprüngliche Holzarchitektur möglichst zu erhalten. Nach Beginn der Arbeiten im Februar 2018 wurde das Gebäude zerlegt und anschließend neu aufgebaut. Die Wiederinbetriebnahme erfolgte am 28. Februar 2020; der Abschluss der Arbeiten war im Mai 2020.